# Élection gouvernorale de 2022 au Nevada
L'élection gouvernorale de 2022 au Nevada a lieu le 8 novembre 2022. 
Le gouverneur démocrate sortant Steve Sisolak a été élu de justesse en 2018 face au Procureur général de l'État, Adam Laxalt. Il avait alors fait basculer l'État du côté démocrate, après 20 ans d'administration républicaine. Il se présente pour être réélu pour un deuxième mandat. 
Des élections primaires ont eu lieu le 7 juin. Sisolak a obtenu l'investiture démocrate tandis que Joe Lombardo, le shérif du Comté de Clark a remporté l'investiture républicaine. L'issue de cette élection était assez incertaine. 
L'élection est remportée par Lombardo qui met ainsi fin à 4 années d'administration démocrate de l'État. Sisolak est le seul gouverneur sortant à être battu lors de ces élections de mi-mandat.

## Résultats
| Candidats                | Candidats              | Partis                 | Voix    | %    |
| ------------------------ | ---------------------- | ---------------------- | ------- | ---- |
|                          | Joe Lombardo           | Républicain            | 488 065 | 48,9 |
|                          | Steve Sisolak          | Démocrate              | 471 950 | 47,3 |
|                          | Brandon Davis          | Libertarien            | 14 459  | 1,4  |
|                          | Aucun de ces candidats | Aucun de ces candidats | 14 455  | 1,4  |
|                          | Ed Bridges             | Indépendant            | 9 663   | 1,0  |
|                          |                        |                        |         |      |
| Votes valides            |                        |                        |         |      |
| Votes blancs et nuls     |                        |                        |         |      |
| Total                    |                        |                        |         |      |
| Abstention               |                        |                        |         |      |
| Inscrits / participation |                        |                        |         |      |